# Marko Srdić
Marko Srdić, bosansko-hercegovski general, * 1915, † 1985.

## Življenjepis
Srdić, po poklicu stolar, se je leta 1941 pridružil NOVJ in KPJ. Med vojno je bil poveljnik več enot.
Po vojni je bil poveljnik obmejne brigade, načelnik štaba in poveljnik divizije,...